# پروانه‌ماهی تاهیتی
پروانه‌ماهی تاهیتی (نام علمی: Chaetodon trichrous) نام یک گونه از سرده پروانه‌ماهی است.